# Dimorphandra exaltata
Dimorphandra exaltata là một loài thực vật có hoa trong họ Đậu. Loài này được Schott miêu tả khoa học đầu tiên.